# 艾司唑侖
艾司唑侖是苯二氮䓬类药物的萃取藥物。主要用于抗焦虑、失眠，也用作鎮靜劑、抗惊厥、肌肉鬆弛劑；最常當做短期的失眠處方。商品名有悠樂丁（Eurodin）、舒乐安定（Surazepam）等。
該藥物於1968年獲得專利，1975年投入臨床使用。不過該藥有可能使得服用者第二天的精神和身體狀態變差。艾司唑仑的其他副作用還有嗜睡、头晕、运动功能减退和运动协调异常。
化学式是C16H11ClN4，分子量为294.7。

## 藥理學
艾司唑侖屬於“triazolo”苯二氮䓬類藥物。在動物的研究表示，艾司唑侖會引發讓人想睡覺的高電壓低波的腦電波，並且在大腦皮層和杏仁體中爆發出來，同時破壞海马体的theta波。

## 过量
用药过量可出现持续的精神紊乱、嗜睡深沉、震颤、说话不清、心动过缓、呼吸缓慢或困难、肌无力等。抢救不当或不及，可能致命。

## 外部連結
- Flash animation about how estazolam works (mechanism of action)
- Rx-List - Estazolam
- Inchem - Estazolam （页面存档备份，存于）